# 布伦比拉
布伦比拉（義大利語：Brembilla），是意大利贝加莫省的一个市镇。总面积20平方公里，人口4178人，人口密度208.9人/平方公里（2009年）。国家统计（ISTAT）代码为016039。

## 友好城市
- 法國 楠蒂阿